# Novaj
Novaj là một thị trấn thuộc hạt Heves, Hungary. Thị trấn này có diện tích 18,52 km², dân số năm 2010 là 1435 người, mật độ 77 người/km².